# Jessa Zaragoza
Jessa Zaragoza (nacida el 31 de enero de 1979, cuyo nombre original es Richelle Ann Loyola), es una cantante pop y actriz filipina.
Obtuvo gran éxito de su canción Bakit Pa, en el debut con su álbum Just Can't Help Feelin, de 1996. Éste llegó a ganar el disco de platino. Después trabajó con el director cinematográfico filipino José Javier Reyes en una de sus películas y producciones. La canción también dio lugar a una película del mismo título. Está casada con el cantante filipino Dingdong Avanzado, con el cual tiene una hija llamada Jayda.

## Discografía
- Just Can't Help Feelin - 1998, Octo Arts-EMI
- Phenomenal - 1999, Octo Arts-EMI
- Siya Ba Ang Dahilan?(Is She the Reason?) - July 2000, Octo Arts-EMI
- Ibigay Mo Na(Give It Now) - October 2000, Star Records[3]
- Kahit Na Ilang Umaga-Star Records-2005
- Jessa Sings the Great Musical Icons I - 2009, MCA Music

## Filmografía

### Televisión
- That's Entertainment (1986–1996)
- Villa Quintana (1995) - Patrice
- Mikee (1997) - Liwayway
- Di Ba't Ikaw (1999) - Hasmin
- Attagirl (2001) - Amanda
- Bituin (2002–2003) - Andrómeda
- Rosalinda (2009)- Doña Evangelina Kintanar-Del Castillo
- SOP-(2009)-herself(guest)
- Celebrity Duets: Philippine Edition 3-herself
- IDOL - (2010) - Magdalena
- Showtime - (2010) - Herself as a judge
- Pepito Manaloto (2010)
- Wansapanataym: Super Kikay and her Flying Pagong - 2010 - Elma
- Willing Willie Guest (2011)
- Second Chances (2015) - Cristina

### Películas
- Kadenang Bulaklak (1993)
- Anghel na Walang Langit (1994)
- Campus Girls (1995)
- Ang Tipo Kong Lalake, Maginoo Pero Medyo Bastos (1996)
- Paracale Gang (1996)
- Masamang Damo (1996)
- Kool Ka Lang (1997)
- Hawak Ko, Buhay Mo (1997)
- Frame Up (1997)
- Anting-Anting (1998)
- Armadong Hudas (1998)
- Malikot na Mundo (1999)
- Bakit Pa? (1999)